# Ipiranga AC
Ipriranga AC was een Braziliaanse voetbalclub uit Anápolis, in de deelstaat Goiás.

## Geschiedenis
De club werd opgericht in 1952. Een jaar later speelde de club voor het eerst in de staatscompetitie. De competitie was in die tijd meestal enkel toegankelijk voor clubs uit Goiânia. De club speelde ook in de stadscompetitie van Anápolis en werd er tussen 1957 en 1975 vijf keer kampioen. 
Van 1961 tot 1969 was de club een vaste waarde in de staatscompetitie. Door financiële problemen fuseerden de drie profteams uit de stad (Anápolis, Anapolina en Ipiranga) tot Grêmio Anapolino. De club speelde twee seizoenen in de hoogste divisie maar kreeg nooit de fans op de hand waardoor in 1972 werd de fusie ongedaan gemaakt. Anápolis en Ipiranga keerden terug naar de competitie, maar Anapolina werd terug een amateurclub. Na het seizoen 1972 werd ook Ipiranga terug een amateurclub. In 1978 keerden ze nog eenmalig terug. 